# Nohochichak
Nohochichak ist eine ausgestorbene Gattung der Faultiere aus der Familie der Megalonychidae. Sie kam im ausgehenden Pleistozän vor etwa 11.000 Jahren auf der Halbinsel Yucatán in Mexiko vor. Belegt ist sie über einen Schädel mit Unterkiefer und einzelne Elemente des Körperskeletts. Die Funde kamen im Höhlensystem Sac Actun zum Vorschein, das mit Meerwasser geflutet ist. Der Faultiervertreter gehört zu den größten bekannten Angehörigen der Megalonychidae. Im Gegensatz zu seinem nördlichen Auftreten ist er weniger eng mit den nordamerikanischen Megalonychiden wie Megalonyx verwandt, vielmehr zeigt er nähere Beziehungen zu den südamerikanischen Familienmitgliedern. Wahrscheinlich erreichte Nohochichak in einer späten Phase des Großen Amerikanischen Faunenaustausches sein damaliges Verbreitungsgebiet.

## Merkmale
Nohochichak war ein sehr großer Vertreter der Faultiere, er entsprach in Größe und Robustizität etwa dem bekannteren Megalonyx. Allerdings sind von der Form bisher nur ein Teilschädel mit Unterkiefer und einzelne Elemente des Bewegungsapparates belegt. Vom Schädel ist das Rostrum und der vordere Abschnitt des Hirnschädels erhalten, der hintere Teil fehlt dagegen. Das Rostrum war niedriger als der übrige Schädel, was Nohochichak mit Australonyx und Megistonyx sowie einigen karibischen Faultieren verbindet, aber deutlich von Megalonyx und Ahytherium unterscheidet. Die Schnauze fiel in Seitenansicht dabei in einem deutlichen Winkel etwa im Bereich der Jochbögen vom Stirnbein ab. Ebenso verbreiterte sich die Schnauze abweichend von Megalonyx und Ahytherium nicht nach vorn, sondern blieb auf der gesamten Länge mehr oder weniger gleich breit. Die Breite des Rostrums im vorderen Abschnitt betrug etwa 9 cm, im hinteren lag sie bei 9,6 cm, die gesamte erhaltene Länge des Rostrums bezifferte sich auf 7,8 cm. Die Nasenöffnung wies in der Ansicht von vorn eine ovale Form auf mit einer größeren Breite gegenüber der Höhe. Durch die Form des Rostrums besaß auch das Nasenbein auf seiner gesamten Länge eine weitgehend gleiche Breite, es fusionierte typisch für zahlreiche Faultiere seitlich vollständig mit dem Oberkiefer. An der Oberfläche war das Nasenbein leicht gewölbt, der Ansatz zum Mittelkieferknochen zeichnete sich U-förmig ab. Am Oberkiefer bestand oberhalb des ersten molarenartigen Zahns ein Foramen infraorbitale. Der Jochbogen ist nur in seinem vorderen Abschnitt bekannt, wahrscheinlich war er nicht geschlossen, was wiederum einen auffallenden Unterschied zu Megalonyx und Ahytherium darstellt. Wie bei den meisten Faultieren wies der vordere Bogenabschnitt einen absteigenden, einen aufsteigenden und einen horizontal verlaufenden Knochenfortsatz auf. Der absteigende Fortsatz war kürzer als bei Megalonyx und abweichend von diesem am Ende deutlich gerundet gestaltet. Dagegen besaß der aufsteigende Fortsatz eine lange und schmale Form. An dessen Basis setzte der eigentliche, horizontal nach hinten weisende Bogenabschnitt an. An der Schädelunterseite wies das Gaumenbein einen geraden Verlauf auf. Nur im vorderen Teil nahe dem ersten Zahn neigte es sich nach unten, so dass der jeweils erste Zahn tiefer saß als die darauffolgenden Zähne.
Der Unterkiefer besaß eine Länge von 31,7 cm und ist vollständig erhalten. Die für Faultiere typische löffelartige Verlängerung der Symphyse war bei Nohochichak dreieckig und kurz, sie ähnelte etwa der Verlängerung bei Megalonyx. An seiner Basis bestand jeweils ein Foramen mentale. Die Symphyse selbst reichte bis zum Vorderrand des ersten molarenartigen Zahnes, ihre Gesamtlänge betrug 11,1 cm. Die Unterkante des horizontalen Knochenkörpers zeigte unterhalb der Backenzähne eine deutliche Ausbeulung. Der Unterkiefer maß hier insgesamt 9,2 cm in der Höhe. Durch diese massive Ausstülpung erhielt der Unterkiefer insgesamt eine sehr robuste Gestalt. Der Kronenfortsatz ragte bis zu 12,6 cm auf, in seiner Form war er breit und niedrig sowie gerundet. Dies ist abweichend von Megalonyx, Ahytherium und Meizonyx mit ihrem eher spitzen Kronenfortsatz. Außerdem überragte bei Nohochichak der Kronenfortsatz nur marginal den Gelenkfortsatz. Dessen Gelenkfläche war zur Längsachse des Unterkiefers etwa eingedreht. Am hinteren Teil des Unterkiefers bestand ein massiger Winkelfortsatz. Das Foramen mandibulae saß auf der Innenseite an der Basis des Kronenfortsatzes, während es bei Megalonyx und Meizonyx an der Außenseite ausgebildet war.
Das Gebiss von Nohochichak zeigte die für Faultiere typische Bezahnung bestehend aus je fünf Zähnen pro Oberkiefer- und je vier Zähnen pro Unterkieferseite, insgesamt waren also 18 Zähne ausgebildet. Wie bei allen Megalonychidae-Formen ähnelte der jeweils vorderste Zahn einem Eckzahn (caniniform), im Querschnitt war er dreieckig mit abgerundeten Ecken und nach hinten orientierter Spitze. Er wies schräg nach vorn, etwa in einem Winkel von 45°. Zum jeweils hinteren Gebissabschnitt bestand ein Diastema, das sich im Oberkiefer über eine Länge von 8,8 cm, im Unterkiefer von 3,1 cm erstreckte. Bezogen auf den Unterkiefer betrug die Länge des Diastemas somit etwa ein Viertel der Länge der hinteren Zähne. Dies ist kürzer als bei Megalonyx oder einigen karibischen Formen (30 %), aber ausgedehnter als bei Ahytherium (10 %). Die hinteren Zähne wiederum waren charakteristisch für die Faultiere molarenartig (molariform) gestaltet. Ihr Umriss variierte von dreieckig über oval bis rechteckig oder trapezförmig. In Übereinstimmung mit den anderen Angehörigen der Megalonychidae war die Kauoberfläche durch zwei jeweils querstehende Leisten charakterisiert (bilophodont). Die molariformen Zähne zeigten kaum Größenunterschiede, sie waren aber ausgesprochen hochkronig (hypsodont), was unter anderem auch durch die deutliche Ausbuchtung des Unterkiefers nach unten angezeigt wird. Relativ gesehen übertraf die Hochkronigkeit die von Megalonyx. Die Zahnreihe des Unterkiefers besaß eine Länge von 13,2 cm, die molariformen Zähne nahmen davon 7,8 cm ein.

## Fundstelle
Die bisher vorliegenden Fossilfunde von Nohochichak wurden im Höhlensystem Sac Actun im östlichen Teil der Halbinsel Yucatán nahe der Ruinenstätte Tulum im mexikanischen Bundesstaat Quintana Roo aufgefunden. Das Sac-Actun-Höhlensystem gehört mit einer Länge von 220 km zu den größten Unterwasserhöhlen der Welt. Es ist in den kalksteinreichen Untergrund der Halbinsel eingetieft und über zahlreiche Dolinen und Cenoten mit der Oberfläche verbunden. Diese wirkten vor allem im Pleistozän, als das Höhlensystem durch den niedrigen Meereswasserstand noch nicht geflutet war, als natürliche Fallen für Lebewesen. Die Skelettreste von Nohochichak stammen aus der Höhle Hoyo Negro. Hierbei handelt es sich um eine an der Basis 62 m durchmessende, glockenförmige Einsturzkammer. Ihre Oberkante liegt 12 m unter der heutigen Wasseroberfläche, der Boden befindet sich entsprechend bei einer Tiefe von 33 bis 48 m unter der Wasseroberfläche, stellenweise reicht er bis 55 m. Aus der Kammer führen drei Passagen zu anderen Kammern, die ebenfalls 10 bis 12 m unter der Wasseroberfläche verlaufen. Hoyo Negro wurde im Jahr 2007 bei Tauchgängen entdeckt.
In Hoyo Negro wurden bisher die Reste von rund zwei Dutzend Tierarten nachgewiesen. Die Knochen konzentrieren sich auf den südlichen Abschnitt der Kammer. Sie bilden dort einzelne Cluster, die jeweils bestimmten Individuen zuordenbar sind. Zahlreiche Langknochen weisen Brüche auf. Diese gehen auf den Sturz der Tiere in den Abgrund und den Aufprall auf dem Boden zurück. An ausgestorbenen Formen konnten unter anderem neben Nohochichak das Faultier Nothrotheriops, die Säbelzahnkatze Smilodon, der Kurzschnauzenbär Arctotherium und das Rüsseltier Cuvieronius bestimmt werden. Zusätzlich kommen noch einige heute lebende Arten vor, so beispielsweise der Puma, der Mittelamerikanische Tapir und der Weißrüssel-Nasenbär. Herausragend ist der Schädelfund eines weiblichen Menschen, vom Forscherteam „Naia“ genannt, der ein Alter von 12.900 bis 11.750 Jahren BP aufweist und genetisch die Paläoindianer mit den heutigen Ureinwohnern Amerikas verbindet. Das allgemein spätpleistozäne Alter der Funde wird weiterhin durch Radiocarbondaten von Cuvieronius bestätigt. Bei Nohochichak fand sich ein Ast am Unterkiefer eingeklemmt, dessen 14C-Alterswerte bei 11.260 bis 11.180 Jahren BP liegen. Ebenso weisen Untersuchungen zum ehemaligen Wasserstand im Sac-Acton-Höhlensystem darauf hin, dass der Komplex mit dem weltweiten Anstieg des Meeresspiegels im Zuge der Gletscherschmelze am Ende der letzten Kaltzeit geflutet wurde. Dadurch war Hoyo Negro seit etwa 8100 Jahren BP nicht mehr trockenen Fußes erreichbar.

## Systematik
Nohochichak ist eine Gattung aus der ausgestorbenen Familie der Megalonychidae innerhalb der Unterordnung der Faultiere (Folivora) und der Überordnung der Nebengelenktiere (Xenarthra). Die Megalonychidae bilden eine sehr formenreiche Gruppe, ihre nächsten Verwandten finden sich in den Megatheriidae und den Nothrotheriidae. Erstere stellen die größten bekannten Vertreter der Faultiere, letztere bestehen aus eher kleineren Angehörigen der Faultiere. Alle drei Familien zusammen formen die Überfamilie der Megatherioidea. Innerhalb der Faultiere stellen die Megalonychidae eine sehr alte Linie dar, sie ist erstmals im Oligozän in Patagonien fossil belegt.  Zu ihren charakteristischen Merkmalen gehören die eckzahn- (caniniforme) oder schneidezahnähnliche (incisiforme) Gestaltung des jeweils vordersten Zahnes sowie die molarenartig (molariform) geformten hinteren Zähne. Letztere zeichnen sich durch zwei querstehende Leisten (bilophodont) auf der Kaufläche aus, was auf eine eher blattfresserische Ernährungsweise der Megalonychidae deutet. Im Unterschied zu den Megatheriidae und den Nothrotheriidae ist der Hinterfuß nicht gedreht, sondern plantigrad gestaltet, womit er seine ursprüngliche Form beibehielt. In ihrer stammesgeschichtlichen Vergangenheit waren die Megalonychidae weit verbreitet, sie finden sich sowohl in Südamerika als auch in Mittelamerika sowie in Nordamerika. Ursprünglich wurden den Megalonychidae auch die Faultiere der Westindischen Inseln zugesprochen ebenso wie die heute noch lebenden Zweifinger-Faultiere (Choloepus). Die Ansicht beruht auf skelettanatomischen Vergleichen. Hier ergaben jedoch molekulargenetische und proteinbasierte Untersuchungen, dass zwischen diesen einzelnen Gruppen kein näheres Verwandtschaftsverhältnis besteht.
Aufgrund des häufig fragmentierten und unvollständigen Fundmaterials ist die Systematik der Megalonychidae komplex und bis heute nur unvollständig ausgearbeitet. Es lassen sich aber, bedingt durch den Formenreichtum, verschiedene Entwicklungslinien nachweisen. Eine setzt sich aus weitgehend südamerikanischen Vertretern wie Megistonyx oder Ahytherium beziehungsweise Ortotherium zusammen, eine weitere umfasst die nordamerikanischen Formen Megalonyx und Pliometanastes (sowie, da auf Skelettmerkmalen beruhend, karibische Vertreter wie Megalocnus oder Neocnus). Es ist momentan jedoch nicht möglich, für die nordamerikanischen Vertreter der Megalonychidae direkte Vorläufer zu bestimmen. Daraus resultiert auch, dass die Verbindung zu den südamerikanischen Formen eher unbekannt ist. Nach ersten phylogenetischen Analysen steht Nohochichak anderen mittelamerikanischen Formen wie Meizonyx nahe, die wiederum eine engere Beziehung zu südamerikanischen Megalonychidae besitzen. Diese sind eher in den tropischen Gebieten Südamerikas beheimatet. Die weitgehend in den temperierten Landschaften Nordamerikas auftretenden Formen wie Megalonyx oder Pliometanastes stellen dagegen entferntere Verwandte dar. Weitere stammesgeschichtliche Untersuchungen befürworten eine sehr enge Beziehung zu Xibalbaonyx, einem weiteren sehr großen spätpleistozänen Vertreter der Megalonychidae von Yucatán und aus dem südwestlichen Mexiko. Die generelle Morphologie der beiden Gattungen ist relativ ähnlich, einzelne Unterschiede betreffen beispielsweise den Processus postorbitalis, der bei Nohochichak sehr robust erscheint, bei Xibalbaonyx aber nicht vorkommt oder nur schwach ausgebildet ist. Aufgrund der starken Übereinstimmungen besteht die Möglichkeit, dass Nohochichak identisch mit Xibalbaonyx ist und die auftretenden Abweichungen auf eine Artdifferenzierung innerhalb einer Gattung, auf einen Sexualdimorphismus oder auf Pathologien zurückgehen. Da bisher zu wenig Fundmaterial vorliegt, wurde aber vorerst auf eine Vereinigung der beiden Gattungen verzichtet.
Die wissenschaftliche Erstbeschreibung von Nohochichak führten H. Gregory McDonald und Forscherkollegen im Jahr 2017 durch. Sie begründet sich auf den Funden aus Hoyo Negro auf Yucatán, der Holotyp (Exemplarnummer INAH DP5832) besteht aus dem Teilschädel und dem Unterkiefer. Der Gattungsname Nohochichak ist der Maya-Sprache entnommen und setzt sich aus nohoch für „groß“ und ich’ak für „Kralle“ zusammen. Er ist eine Referenz an Megalonyx, dessen aus dem Griechischen entlehnter Name ebenfalls „große Kralle“ bedeutet. Die einzige bisher benannte Art stellt Nohochichak xibalbahkah dar. Das Artepitheton verweist auf Xibalbá, die Unterwelt in der Mythologie der Maya, das Wort ahkah hat ebenfalls seinen Ursprung in der Maya-Sprache und bedeutet „leben“ oder „hausen“. Zusammengefasst meint das Binomen „die in der Unterwelt lebende große Kralle“.

## Biogeographische Bedeutung
Die Entdeckung von Nohochichak zeigt an, dass die Diversität der Faultiere außerhalb von Südamerika höher ist als ursprünglich angenommen. Sie deutet aber auch auf einen komplexeren Verlauf des Großen Amerikanischen Faunenaustausches hin. So scheinen nach der Einwanderung von Megalonyx und Pliometanastes in einer möglichen späteren Ausbreitungswelle stärker südamerikanisch geprägte Faultiere die nördlich gelegenen Areale erreicht zu haben.